# Č
De Č (onderkast: č) is een in het Latijns alfabet voorkomende letter. De letter wordt gevormd door het karakter C met een daarboven geplaatste haček.
De Č is de vierde letter van de Bosnische, Kroatische, opper- en Nedersorbische, Tsjechisch, en Slowaakse alfabetten, en de vijfde letter van de Letse en Litouwse alfabetten. Volgens de ISO-norm 9 is de Č de standaard transliteratie van het Cyrillische karakter Ч, en vormt derhalve het vierde karakter van de Servische en Macedonische transcriptiealfabetten. Daarnaast wordt de Č gebruikt als transscriptiekarakter voor het Farsi karakter چ ("tsje"). In alle genoemde talen vertegenwoordigt de Č de stemloze postalveolaire affricaat, de tsj.

## Weergave op de computer
In Unicode vindt men de Č in het "Latin-Extended-A" blok onder de codes U+010C (hoofdletter) en U+010D (onderkast).
In TeX worden de Č en č weergeven door respectievelijk \v C en \v C te gebruiken.
In HTML kan de hoofdletter Č met de codes &#268; in decimaal of &#x10C; in hexadecimaal weergeven, de onderkast č met &#269; of &#x10D;.